# Isochromodes infida
Isochromodes infida là một loài bướm đêm trong họ Geometridae.